# Gobierno de la provincia de Santa Cruz
El gobierno de la provincia de Santa Cruz hace referencia al poder ejecutivo de esta provincia argentina. El gobernador de la provincia de Santa Cruz se elige cada cuatro años en comicios libres, secretos y obligatorios, con posibilidad de una sola reelección.

## Reglamento constitucional
El poder ejecutivo provincial es ejercido por un ciudadano con el tratamiento de «Señor Gobernador». El gobernador y vicegobernador son elegidos por un período de cuatro años, permitiéndose la reelección por un solo período consecutivo. Los requisitos que deben cumplir para presentarse al cargo son:
1. Tener al menos treinta años de edad.
2. Ser argentino nativo o por opción.
3. Tener residencia en la Provincia durante los cuatro años anteriores inmediatos a la elección, salvo caso de ausencia motivada por servicios a la Nación o a la Provincia, o en organismos internacionales de los que la Nación forma parte.

El gobernador es el jefe del estado provincial, teniendo a su cargo la administración del mismo y la dirección y ejecución de las leyes. Puede nombrar ministros, en el número y competencias que determine la ley.
El vicegobernador es quien preside la legislatura de la provincia y es el encargado de reemplazar al gobernador en caso de acefalía. 

## Política
El Poder Ejecutivo de la provincia de Santa Cruz es ejercido por un gobernador elegido cada cuatro años por elección popular directa. El gobernador es asesorado por un cuerpo de ministros que él mismo designa, presididos por un Ministro Coordinador de Gabinete.
El poder legislativo es ejercido por una legislatura compuesta por 24 diputados, presidida por el vicegobernador.
El poder judicial de la provincia es encabezado por el Tribunal Superior de Justicia, y diversas cámaras de apelaciones y juzgados divididos territorialmente en siete jurisdicciones. El interés público es representado por un Ministerio Público Fiscal. El 20 de agosto de 1958, fue sancionada la ley 28 que establece los tribunales de jurados ciudadanos para entender en ciertas causas criminales. 

## Símbolos

### Escudo
En 1959, bajo la sanción de la Ley 97 se creó el Día del Escudo de la Provincia de Santa Cruz. 

### Bandera
La bandera de Santa Cruz fue adoptada oficialmente el 12 de octubre de 2000. Bajo la Ley 2566. Donde se declara el 23 de noviembre de cada año Día de la Bandera de la Provincia de Santa Cruz, en conmemoración a la fecha de sanción de la Ley Nacional Nº 1532 por la cual se creó la Provincia de Santa Cruz en 1884. 

## Autoridades actuales

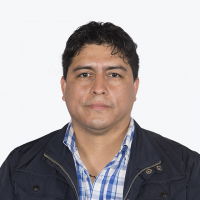
Claudio Vidal, actual gobernador de la Provincia de Santa Cruz.

| Cartera                                                 | Titular                  |
| ------------------------------------------------------- | ------------------------ |
| Jefatura de Gabinete de Ministros                       | José Daniel Álvarez      |
| Ministerio de Gobierno                                  | Nicolas Alberto Brizuela |
| Ministerio de Economía, Finanzas e Infraestructura      | Marilina José Jaramillo  |
| Ministerio de Desarrollo Social, Igualdad e Integración | Luisa Elizabeth Cardenas |
| Ministerio de Salud y Ambiente                          | Ariel Omar Varela        |
| Ministerio Secretaría General de la Gobernación         | Cecilia María Borselli   |
| Ministerio de la Producción, Comercio e Industria       | Gustavo Ernesto Martínez |
| Ministerio de Trabajo, Empleo y Seguridad Social        | Julio Norberto Gutiérrez |
| Ministerio de Seguridad                                 | Javier Pedro Prodromos   |
| Ministerio de Energía y Minería                         | Jaime Horacio Álvarez    |
| Consejo Provincial de Educación                         | Elizabeth Villarroel     |
| Fiscalía de Estado                                      | Ramiro Esteban Castillo  |
| Honorable Tribunal Disciplinario                        | Juan S. Gallardo         |

## Autoridad en Instituciones
El Gobierno de la provincia de Santa Cruz tiene una autoridad total siéndose presidente en las siguientes instituciones:
- Caja de Servicios Sociales
- Banco de Santa Cruz
- Centro de Servicios Sociales de Santa Cruz